# Scopula aegrefasciata
Scopula aegrefasciata là một loài bướm đêm trong họ Geometridae.